# Woki mit deim Popo
Woki mit deim Popo é uma canção da banda Trackshittaz. Eles representaram a Áustria no Festival Eurovisão da Canção 2012.
Foi a décima-sexta canção a ser interpretada, na 1ª semi-final a seguir a canção de Hungria "Sound of Our Hearts" e antes da canção da Moldávia "Lăutar". Terminou a competição em 18.º e último lugar com 8 pontos, não conseguindo passar à final.